# Anno fantastico
Anno fantastico è un singolo del rapper italiano Luchè, pubblicato il 21 marzo 2025 come primo estratto dal sesto album in studio Il mio lato peggiore.

## Descrizione
Il brano ha visto la collaborazione dei rapper italiani Shiva e Tony Boy.

## Tracce
Testi di Luca Imprudente, Andrea Arrigoni e Antonio Hueber, musiche di Fabio Caterino.
1. Anno fantastico (feat. Shiva e Tony Boy) – 3:05

## Classifiche
| Classifica (2025) | Posizione massima |
| ----------------- | ----------------- |
| Italia            | 9                 |